# LaCie
LaCie è un produttore francese di hardware, specializzato in dischi rigidi esterni, vettori RAID, lettori ottici, e monitor per computer.
Commercializza diverse linee di dischi rigidi con capacità anche di svariati terabyte e con un'ampia scelta di interfacce (FireWire 400, FireWire 800, Serial ATA, USB 2.0 ed Ethernet). LaCie produce anche una serie di dischi rigidi mobili bus-powered.

## Storia
L'azienda è stata fondata a Parigi da Pierre Fournier e Philippe Spruch nel 1989.
Nel 2014 l'azienda è stata acquistata da Seagate Technology per circa 135 milioni di euro.